# جاك نصر
جاك نصر (بالإنجليزية: Jacques Nasser)‏ (12 ديسمبر 1947 -) هو رجل أعمال أسترالي لبناني يشغل حاليا منصب رئيس مجلس إدارة بي أيتش بي بيليتون. بعد أن عمل مديرا لـبي أيتش بي بيليتون المحدودة وبي أيتش بي بيليتون بي إل سي منذ 2006، عُين نصر مديرا لكليهما في مارس 2010 خلفا لدون آرغوس. ونصر أيضا شريك مستشار غير تنفيذي في وان إكويتي بارتنرز، ذراع الأسهم الخاصة لجي بي مورغان تشايس، ورئيس مجلس إدارة بريتش سكاي برودكاستينغ، وعضو في المجلس الاستشاري الدولي لأليانز.
عمل نصر طويلا في شركة فورد التي انضم إليها في 1968 ليصبح رئيسها ومديرها التنفيذي من 1998 إلى 2001.

## النشأة
ولد جاك نصر في أميون بلبنان وانتقل إلى ملبورن بأستراليا مع عائلته بعمر أربع سنوات. تخرج في الأعمال من المعهد الملكي للتكنولوجيا في ملبورن. وهو ابن رجل الأعمال عبدو نصر.

## المسيرة في شركة فورد
انضم نصر إلى شركة فورد في 1968 ليعمل محللا ماليا في وحدتها الأسترالية. انتقل بعد ذلك لقسم عمليات فورد الآلية الدولية (Ford's International Automotive Operations) ليعمل في مناصب إدارية مختلفة. أصبح في 1987 رئيس المالية والإدارة في أوتولاتينا، وهي شركة محاصة بين فورد وفولكسفاغن في البرازيل والأرجنتين. ورُقيّ ليصبح رئيس مجلس إدارة فورد أوروبا ثم نائب رئيس شركة فورد في 1993 ثم رئيس تطوير المنتج في مجموعة فورد في 1994. وترأس في 1996 عمليات فورد الآلية. ويُكنّى بـ«جاك السكّين» لأنه عُرف بجهوده للتقليص الشديد في النفقات في قاعدة تزويد مكونات فورد.
وأصبح في 1 يناير 1999 رئيسا ومديرا تنفيذيا وعضوا في مجلس إدارة شركة فورد في ديربورن، ميشيغان في الولايات المتحدة.

## روابط خارجية
- جاك نصر على موقع مونزينجر (الألمانية)